# Calicoba
Albums de Gold
Le Train de mes souvenirs
(1985) Gold
(1988)
Singles
1. Capitaine abandonné
Sortie : décembre 1985
2. Ville de lumière
Sortie : juin 1986
3. Laissez-nous chanter
Sortie : décembre 1986
4. Calicoba
Sortie : mai 1987

Calicoba est le deuxième album studio du groupe français Gold, sorti le 1er décembre 1986 sur le label WEA. C'est aussi le nom d'une des chansons de l'album. 
C'est l'album du groupe ayant eu le plus de succès. Il a été certifié disque de platine et s'est écoulé à plus de 400 000 exemplaires. Il est également réenregistré avec les chansons traduites en anglais sous le titre Let The Children Play.

## Liste des titres
| No | Titre                                 | Auteur                               | Durée |
| -- | ------------------------------------- | ------------------------------------ | ----- |
| 1. | Laissez-nous chanter                  | - Jacques Cardona - Émile Wandelmer  | 4:30  |
| 2. | Du vent du bluff des mots             | - Cardona - Bernard Mazauric         | 4:08  |
| 3. | Josy-Ann                              | - Cardona - Wandelmer                | 3:26  |
| 4. | Demain sans doute                     | - Wandelmer - Marc Urrea             | 4:20  |
| 5. | Lady Baby Doll                        | - Cardona - Lucien Crémadès          | 4:26  |
| 6. | Calicoba                              | - Cardona - Wandelmer - Alain Llorca | 4:12  |
| 7. | Ville de lumière                      | - Cardona - Mazauric                 | 4:01  |
| 8. | Pour toi la musique                   | - Llorca - Jean-Patrick Teyssaire    | 3:27  |
| 9. | Capitaine abandonné (version tempête) | - Cardona - Wandelmer - Mazauric     | 6:36  |

## Crédits
Gold
- Émile Wandelmer – chant, guitare
- Lucien Crémadès – chœurs, guitare
- Bernard Mazauric – chœurs, claviers
- Alain Llorca – chœurs, basse
- Étienne Salvador – batterie, percussions

Production
- François Porterie, Henri Loustau – ingénieur du son
- Gold, Jacques Cardona – réalisateur
- Jean-Luc Lemerre – réalisateur, enregistrement

Crédits adaptés des notes d'accompagnement.

## Classements et certifications
| Classement (1987)                | Meilleure position |
| -------------------------------- | ------------------ |
| Europe (European Hot 100 Albums) | 62                 |
| France (SNEP)                    | 7                  |

| Classement (1987)                | Position |
| -------------------------------- | -------- |
| Europe (European Hot 100 Albums) | 70       |

### Certification
| Pays                                                             | Certification | Ventes certifiées |
| ---------------------------------------------------------------- | ------------- | ----------------- |
| France (SNEP),                                                   | Platine       | 400 000*          |
| *Ventes selon la certification xNon précisé par la certification |               |                   |